# Pseudoclanis watersii
Pseudoclanis watersii är en fjärilsart som beskrevs av Butler 1884. Pseudoclanis watersii ingår i släktet Pseudoclanis och familjen svärmare. Inga underarter finns listade i Catalogue of Life.